# Parafia św. Bartłomieja i św. Jadwigi w Trzebnicy
Parafia pw. św. Bartłomieja i św. Jadwigi w Trzebnicy – parafia rzymskokatolicka erygowana w 1818 roku, znajdująca się w dekanacie Trzebnica w archidiecezji wrocławskiej. Jej proboszczem jest ks. Piotr Filas SDS. Na terenie parafii znajduje się kościół rektoralny pw. Czternastu Świętych Wspomożycieli obsługiwany również przez Salwatorianów.

## Zasięg parafii
- Miejscowości: Będkowo, Brochocin, Brzyków, Kobylice, Księginice, Małuszyn, Nowy Dwór, Raszów, Sulisławice, Szczytkowice, Świątniki, Taczów Wielki, Taczów Mały;
- Ulice w Trzebnicy: Armii Krajowej, Asnyka, Bema, Bochenka, Borówkowa, Henryka Brodatego, Broniewskiego, Chopina, Czereśniowa, Daszyńskiego (nr. parz. do 42, nr. nieparz. do 45), Dąbrowskiego, Drukarska, Głowackiego (nr. 2–6), Grunwaldzka, Harcerska, św. Jadwigi, Władysława Jagiełły, Jagodowa, Jana Pawła II, Jaśminowa, Jędrzejowska, Kazimierza Wielkiego, Kilińskiego, Klasztorna, Kolejowa, Marii Konopnickiej (1–12), Korczaka, Kosmonautów, Kościelna (nr. parz. do 16, nr nieparz. do 17), Kościuszki, Krakowska, Krótka, Leśna, Łokietka, Łąkowa, 1 Maja, 3 Maja, Malinowa, Mickiewicza, Milicka, Moniuszki, Norwida, Nowa, Obrońców Pokoju (nr. do 7, do 12), Okulickiego, Oleśnicka, Olszewskiego, Orzeszkowej, Paderewskiego, Piastowska, pl. Piłsudskiego, Piwniczna, Henryka Pobożnego, Polna (nr. 1–19, 2–6), Pogodna, Porzeczkowa, Poziomkowa, Prusicka, Reymonta, Roweckiego-Grota, Samarytańska, Sienkiewicza, Sikorskiego, Słowackiego, Stawowa, Szarych Szeregów, Teatralna, Truskawkowa, Wesoła, Winna, Witosa, Wojska Polskiego, Wrocławska, Wrzosowa[1].

## Zgromadzenia i zakony
- Księża Salwatorianie, Trzebnica, ul. Jana Pawła II 3, ul. Księdza Dziekana Wawrzyńca Bochenka 30[1]
- Siostry Boromeuszki, Małuszyn[1]